# Burg Martinsbühel

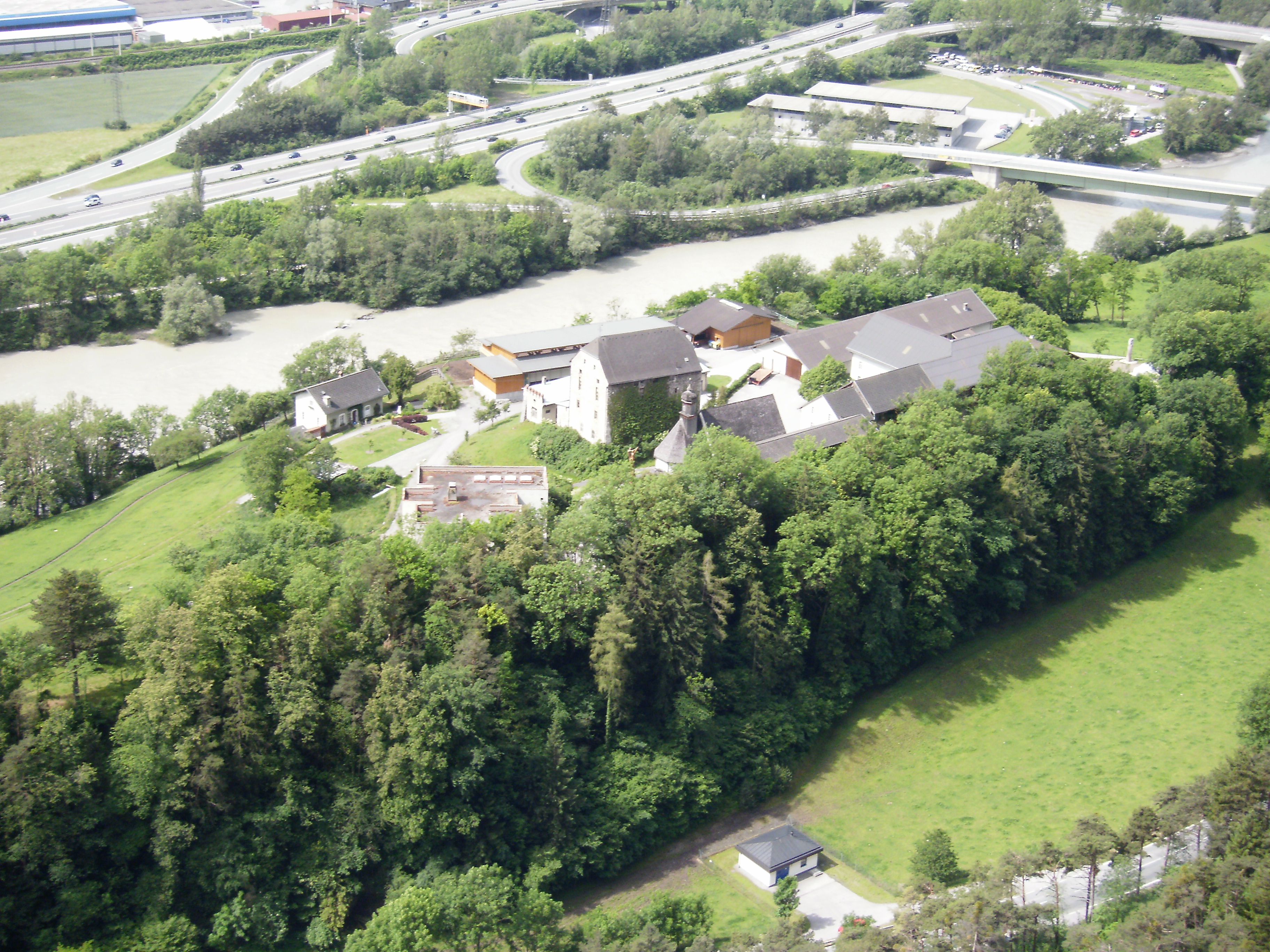
Martinsbühel von der Martinswand gesehen

Die Burg Martinsbühel, bisweilen auch als Schloss Martinsbühel oder Sankt Martinsberg bezeichnet, ist eine Höhenburg zwischen Inn und der Martinswand in der Gemeinde Zirl im Bezirk Innsbruck-Land von Tirol.

## Lage
Der Martinsbühel ist ein niedriger Hügel östlich von Zirl am Fuß der Martinswand. Er erhebt sich mit 616 m ü. A. rund 30 Meter über den Inn. Er war bereits in der Latènezeit besiedelt, später befand sich hier das römische Kastell Teriolis. Auch im Mittelalter war der Hügel wegen der strategisch günstigen Lage an der Innfähre und der Straße von Innsbruck ins Oberinntal und auf den Seefelder Sattel von Bedeutung.

## Geschichte
An der Stelle des spätrömischen Kastells Teriolis und der einstigen Straßensperre wurde im Frühmittelalter über der Ruine des Kastells eine Burganlage errichtet. 1290 belehnt Heinrich von Aufenstein damit den Ludwig von „sant Marteinsberg bei Zierlen“. Nach dem Aussterben der Edlen von Martinsberg fiel Martinsberg an den Landesfürsten Meinhard II. von Tirol. Ursprünglich war Martinsbühel als Witwensitz von Margarete Maultasch vorgesehen, diese hatte sich bei der Übergabe Tirols an die Habsburger 1363 neben Schloss Ambras und zwei Burgen in Südtirol auch St. Martinsberg behalten. Rudolf IV. von Habsburg verhinderte jedoch, dass Margarete Maultasch in Tirol verblieb. Im 15. Jahrhundert wurde daraus ein Jagdschloss für Herzog Friedrich mit der leeren Tasche bzw. von Erzherzog Sigismund dem Münzreichen. Auch von Kaiser Maximilian I. wurde das Jagdschloss weiter ausgebaut (Anlage eines Tiergartens, Stallungen, Wirtschaftsgebäude) und als Ausgangspunkt für Schaujagden in der Martinswand verwendet. Verwaltet wurde das Schloss meist durch adelige Lehensträger, so um 1450 durch das Geschlecht der Mentlberger.
Im 17. Jahrhundert wurden die Anlagen vernachlässigt und später auch von der Regierung verkauft. Der Benediktinerpater und Prior Edmund Hager (1826–1906) vom Kloster St. Peter, hatte die „Kinderfreund-Benediktiner“ gegründet; er erwarb 1888 den Besitz der frühen Burganlage zur Errichtung eines Klosters. Er wollte eine Erziehungsanstalt und Ausbildungsstätte für Knaben nach dem Vorbild Don Boscos errichten. In Martinsbühel wurde 1895 vorerst ein Lehrlingsheim eingerichtet, in dem als verwahrlost geltende Jugendliche im Schneider-, Schuster-, Schlosser- und Gärtnergewerbe ausgebildet wurden. Nach der Enteignung durch die Nationalsozialisten befand sich in Martinsbühel von 1938 bis 1945 eine Schule für „schwer erziehbare Kinder“, dann ein Heim für Südtiroler Auswanderer und ein Kriegsgefangenenlager.
Nach 1947 betrieben hier die Benediktinerinnen aus Scharnitz, die dem Mutterkloster Melchtal angehörten, ein konfessionelles Mädchenheim mit angeschlossener Sonderschule für geistig und körperlich behinderte Mädchen (Neubau der Schule 1988). Gegen die Nonnen dieser Anstalt gibt es Vorwürfe des körperlichen und sexuellen Missbrauches an den ihnen anvertrauten Kindern. Von 1985 bis zur Schließung im Juli 2008 blieb noch die einjährige Haushaltungsschule für Mädchen erhalten, die auch Mädchen aus anderen Bundesländern absolvieren konnten und die von den jeweiligen Jugendwohlfahrten der Bundesländer zugewiesen wurden. Aufgrund nicht ausreichender Anmeldungen wurde die Einrichtung aufgelöst. Ende 2008 übersiedelten die letzten verbliebenen Klosterschwestern ins Benediktinerinnenkloster nach Scharnitz. Seitdem steht der Gebäudekomplex einschließlich der Schule – diese seit 2010 – weitgehend leer bzw. wird in Teilen von einem Gutsverwalter (dem Künstler Ferdinand Lackner) bewirtschaftet und bewohnt. In der ehemaligen Sonderschule befindet sich ein Medien- und Verlagsbüro.

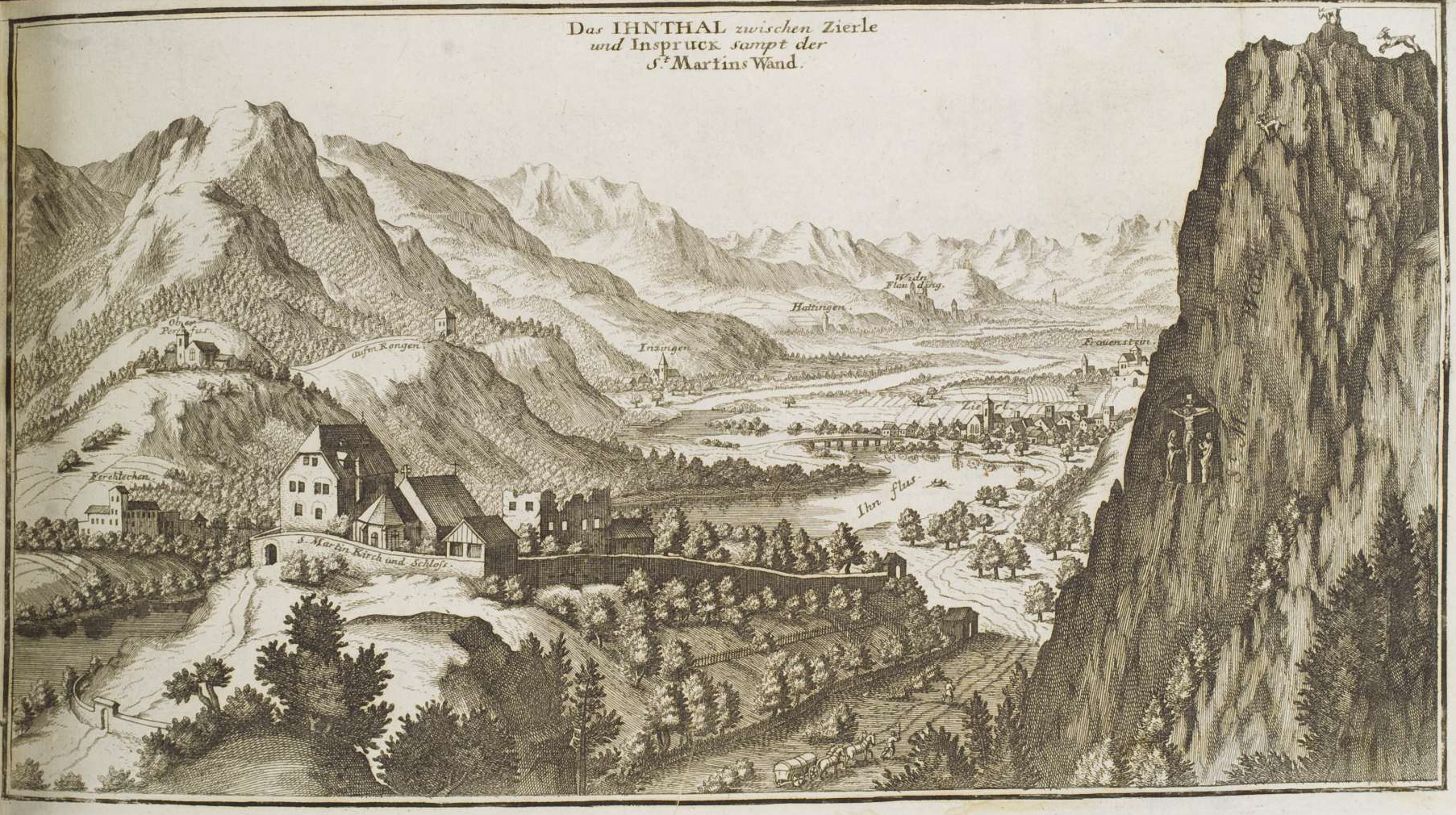
Burg Martinsbühel um 1700

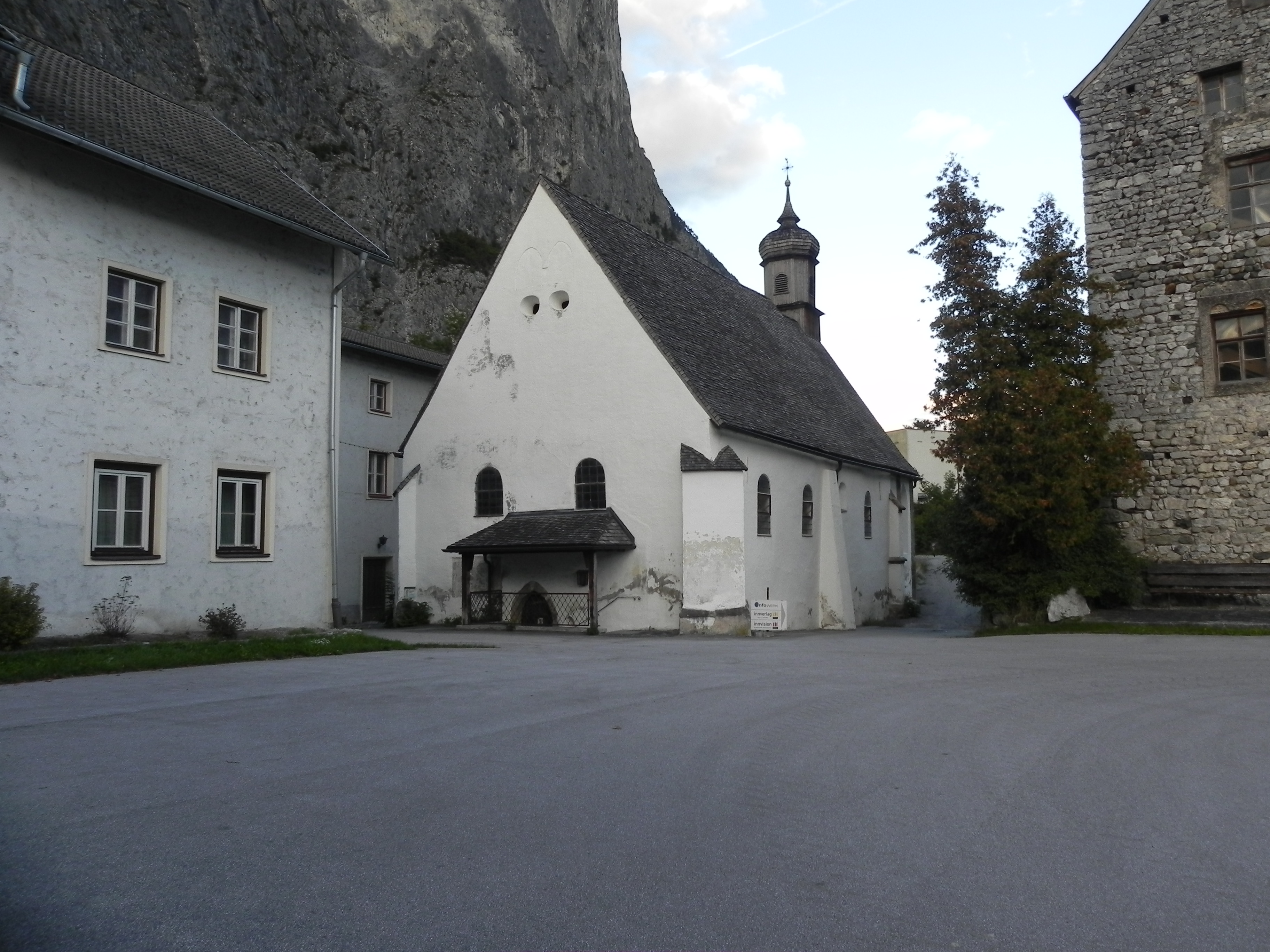
Martinskapelle am Martinsbühel

## Burg Martinsbühel einst und jetzt
Um 1700 waren der Palas der Burg, die danebenliegende St. Martins-Kapelle und die Burgmauer noch vollständig erhalten, aber weitere Bauten bereits zu Ruinen geworden. Heute ist ebenfalls noch der rechteckige romanische Palas der Burg voll erhalten, der aus regelmäßigen Steinlagen aufgemauert ist. Das Haus besitzt ein Krüppelwalmdach und unverputztes Hausteinmauerwerk; es stammt vermutlich aus der ersten Hälfte des 14. Jahrhunderts. Bemerkenswert ist das vermauerte Rundbogenportal im zweiten Geschoß der Südwand. An ihm sind auch verbaute romanische Fenster und ein doppelt gekehltes spitzbogiges Tor aus der Zeit von Erzherzog Sigmund dem Münzreichen zu sehen. Die Frontseite ist mit einem Doppeladler auf gelben Grund geschmückt. Von den alten Sperrmauern sind noch wenige Reste vorhanden.
Die daneben sich befindliche spätgotische St. Martins-Kapelle stammt in der heutigen Form aus dem 15. Jahrhundert; damals entstand unter Kaiser Maximilian das Netzrippengewölbe und das Presbyterium wurde angebaut. Es wird vermutet, dass dies ein Werk von Niklas Türing dem Älteren, dem Hofbaumeister von Kaiser Maximilian ist. Die Ursprünge der Kapelle reichen aber bis ins 6. Jahrhundert zurück; es wird sogar vermutet, dass Martinsbühel vorübergehend Sitz des rätischen Bischof Martinus-Marcianus (um 570) war. Zudem soll die Martinskirche die älteste noch bestehende Kirche in Nordtirol sein. Auch im 17. Jahrhundert wurde die Kapelle umgebaut. Der Langbau ist heute mit einem hohen Giebeldach versehen, enthält Freskenmalereien (Zackenmäander, Himmlisches Jerusalem und ein hl. Bischof aus dem 12. Jahrhundert) und ist mit einem barocken Glockenreiter geschmückt. Die letzte Renovierung fand 1965 statt.
Das Anwesen ist Eigentum der Erzabtei St. Peter in Salzburg.